# Ладаньи, Николас
Николас Й. Ладаньи (венг. Ladanyi Nicolas J.; 7 апреля 1889 — неизвестно), также известный как Николау Ладаньи (венг. Ladanyi Nicolau) — венгерский футбольный тренер еврейского происхождения.

## Карьера
Николас Ладаньи родился в Австро-Венгрии, где начал играть в футбол. Он участвовал в Первой мировой войне. После окончания боевых действий, Ладаньи уехал в США. Там он  получил гражданство, стал профессором и работал директором Института здоровья Асклепия в Нью-Йорке. В 1930 году он приехал в Бразилию, где стал главой технической комиссии футбольного клуба «Ботафого», состоявшей помимо него из врача Виктора Гисарда и Чарльза Уильямса, которого в скором времени заменил Нило, работавший играющим тренером. В клубе венгерский тренер применил инновационную тренировочную программу, основанную на психологическом и физическом анализе отдельных игроков, которую он изобрёл ещё работая в США. Ладаньи привёл клуб к выигрышу два подряд титула чемпиона штата Рио-де-Жанейро. После его ухода в апреле 1933 года клуб выиграл ещё три подряд титула чемпиона штата.
После ухода из «Ботафого», он возглавил клуб «Америка». В 1934 году Ладаньи возвратился на несколько месяцев в США, а затем вновь приехал в Бразилию. В том же году он вновь возглавил на год «Ботафого», выиграв с клубом чемпионат штата. В октябре Николас возглавил команду военно-морского флота штата Рио-де-Жанейро. В 1938 году он занял пост директора отдела рекламы казино Урка. В мае 1939 года он вновь стал тренером «Ботафого», в течение лишь месяца помогая Жуке. Ладаньи оставался главой команды военно-морского флота до начала 1940-х годов, одновременно работая в казино. Затем он в состав высшего менеджмента отела Куитандинья в Петрополисе.
Дочь Николаса, Глория Ладаньи, стала театральной актрисой. Также она снималась в кино и на телевидении, а также востребованной актрисой дубляжа.

## Достижения
- Чемпион штата Рио-де-Жанейро: 1930, 1932, 1934